# Homestead (Nuevo México)
Homestead es un lugar designado por el censo ubicado en el condado de Catron en el estado estadounidense de Nuevo México. En el Censo de 2010 tenía una población de 47 habitantes y una densidad poblacional de 15,48 personas por km².

## Geografía
Homestead se encuentra ubicado en las coordenadas 34°8′43″N 107°52′40″O / 34.14528, -107.87778. Según la Oficina del Censo de los Estados Unidos, Homestead tiene una superficie total de 3.04 km², de la cual 3.03 km² corresponden a tierra firme y (0.09%) 0 km² es agua.

## Demografía
Según el censo de 2010, había 47 personas residiendo en Homestead. La densidad de población era de 15,48 hab./km². De los 47 habitantes, Homestead estaba compuesto por el 100% blancos, el 0% eran afroamericanos, el 0% eran amerindios, el 0% eran asiáticos, el 0% eran isleños del Pacífico, el 0% eran de otras razas y el 0% pertenecían a dos o más razas. Del total de la población el 6.38% eran hispanos o latinos de cualquier raza.